# 오쿠 케이이치
오쿠 케이이치(일본어: 奥 慶一 おく けいいち[*], 1955년 10월 14일 ~ )는 일본의 키보드 연주자, 작곡가, 편곡가이다. 시가현 출신이다.